# Kelly Karbacz
Kelly Karbacz est une actrice américaine née dans le Queens, New York.

## Biographie
Elle est diplômée de la prestigieuse Stuyvesant High School de New York, puis, plus tard, a assisté à la Lee Strasberg Theatre Institute, institut ayant une relation avec Tisch School of the Arts de l'Université de New York.
Actrice de théâtre, elle a également tourné pour la télévision et le cinéma, notamment en incarnant le rôle de Judy, réceptionniste de l'agence CONTROL dans Max la Menace et son spin-off.

## Filmographie
- 2001 : New York, unité spéciale (saison 2, épisode 16) : Jill Foster
- 2002 : New York, police judiciaire (saison 12, épisode 20) : Jenny Snyder
- 2002 : Les Années campus (Undeclared) (série TV) : Jane, 1 épisode
- 2005 : New York, section criminelle (saison 5, épisode 4) : Renata Virgini
- 2007 : Queens Supreme (série TV) : Mrs. Schmidt, 1 épisode
- 2008 : Max la Menace (Get Smart) : Judy
- 2008 : Max la Menace : Bruce et Lloyd se déchaînent (Get Smart's Bruce and Lloyd Out of Control) : Judy
- 2012 : New York, unité spéciale (saison 13, épisode 13) : Jess Whitley